# Italia en los Juegos Olímpicos de París 1924
Italia estuvo representada en los Juegos Olímpicos de París 1924 por un total de 200 deportistas que compitieron en 18 deportes.  
El portador de la bandera en la ceremonia de apertura fue el atleta Ugo Frigerio.

## Medallistas
El equipo olímpico italiano obtuvo las siguientes medallas:
| Nombre | Deporte            | Competición                  |
| --- | ------------------ | ---------------------------- |
| Oro |                    |                              |
| Ugo Frigerio | Atletismo          | 10 km marcha M               |
| Angelo De Martini Alfredo Dinale Aurelio Menegazzi Francesco Zucchetti                                                                    | Ciclismo en pista  | Persecución por eqs. M       |
| Renato Anselmi Guido Balzarini Marcello Bertinetti Bino Bini Vincenzo Cuccia Oreste Moricca Oreste Puliti Giulio Sarrocchi                | Esgrima            | Sable por eqs. M             |
| Francesco Martino | Gimnasia artística | Anillas M                    |
| Luigi Cambiaso Mario Lertora Vittorio Lucchetti Luigi Maiocco Ferdinando Mandrini Francesco Martino Giuseppe Paris Giorgio Zampori        | Gimnasia artística | Concurso completo por eqs. M |
| Pierino Gabetti | Halterofilia       | 60 kg M                      |
| Carlo Galimberti | Halterofilia       | 75 kg M                      |
| Giuseppe Tonani | Halterofilia       | +82,5 kg M                   |
| Plata |                    |                              |
| Romeo Bertini | Atletismo          | Maratón M                    |
| Tommaso Lequio di Assaba (Trebecco) | Hípica             | Saltos ind.                  |
| Ercole Olgeni Giovanni Scatturin Gino Sopracordevole                                                                                      | Remo               | Dos con timonel (M2+) M      |
| Bronce |                    |                              |
| Giulio Basletta Marcello Bertinetti Giovanni Canova Vincenzo Cuccia Virgilio Mantegazza Oreste Moricca                                    | Esgrima            | Espada por eqs. M            |
| Giorgio Zampori | Gimnasia artística | Paralelas M                  |
| Alberto Lombardi (Pimplo) Alessandro Alvisi (Capiligio) Emanuele Beraudo di Pralormo (Mount Félix) Tommaso Lequio di Assaba (Torena)      | Hípica             | Concurso completo por eqs.   |
| Ante Katalinić Frane Katalinić Šimun Katalinić Giuseppe Crivelli Latino Galasso Petar Ivanov Bruno Sorić Carlo Toniatti Viktor Ljubić (t) | Remo               | Ocho con timonel (M8+) M     |
| Umberto De Morpurgo | Tenis              | Individual M                 |